# Еріх фон Тіль
Фріц Август Еріх фон Тіль (нім. Fritz August Thiel); (1881 — 1962) — німецький дипломат. Генеральний консул Німецької імперії в Києві. (Українська держава).

## Життєпис
Фріц Август Тіль з 1980-х років до 1907 року працював перекладачем у німецьких посольствах у Токіо і Осаці, а потім генеральним консулом у Йокогамі. З 1915 року працював в прес-відділі Міністерства закордонних справ Німеччини. З 1918 року Генеральний консул Німеччини в Києві. Від імені посла Альфонса Мумм фон Шварценштейна він налагодив в Києві зв'язки з російськими емігрантами, особливо монархістами. Він представив проникливий аналіз ситуації в Україні і в Росії.